# Monochaetum trichophyllum
Monochaetum trichophyllum är en tvåhjärtbladig växtart som beskrevs av Frank Almeda. Monochaetum trichophyllum ingår i släktet Monochaetum och familjen Melastomataceae. Inga underarter finns listade i Catalogue of Life.